# 川崎一夫
川﨑 一夫（かわさき かずお、1941年5月28日 - ）は、日本の法学者（刑法学）。創価大学名誉教授、博士（法学）、弁護士（第一東京弁護士会）。

## 略歴・人物
大阪府出身。1963年に早稲田大学第一法学部を卒業。齊藤金作に師事。早稲田大学大学院博士課程在学中の1969年11月25日、恩師・齊藤金作の死去により、西原春夫に兄事。同大学大学院法学研究科博士課程単位取得後、早稲田大学法学部非常勤講師、1971年創価大学の開学と同時に創価大学法学部専任講師、助教授、教授。創価大学法学部長、大学院法学研究科長、大学院法務研究科教授、創価大学副学長補を歴任。1998年博士（法学）（創価大学）（学位論文『体系的量刑論』）。

## 著書
- 『体系的量刑論』（成文堂、1991年）
- 『刑法各論』（青林書院、2000年）
- 『刑法総論』（青林書院、 2004年）
- 『刑法各論[増訂版]』（青林書院、2004年）
- 『刑法総論（犯罪論）』（北樹出版、2009年）
- 『刑法各論（30講）』（北樹出版、2010年）

その他、刑法に関する共著、論文、解説、判例評釈等多数。